# Llista d'espècies de gnafòsids (A-D)
Llista d'espècies de gnafòsids, per ordre alfabètic de la lletra A a la D, amb totes les espècies descrites fins al 20 de novembre de 2006.
- Per a les llistes d'espècies amb les altres lletres de l'alfabet, aneu a l'article principal, Llista d'espècies de gnafòsids.
- Per a la llista completa de tots els gèneres vegeu l'article Llista de gèneres de gnafòsids.

## Gèneres i espècies

### Allodrassus
Allodrassus Strand, 1906
- Allodrassus occultus Benoit, 1965 (Congo)
- Allodrassus pavesii Simon, 1909 (Etiòpia)
- Allodrassus strandi Caporiacco, 1940 (Etiòpia)
- Allodrassus tridentatus Strand, 1906 (Etiòpia)

### Allozelotes
Allozelotes Yin & Peng, 1998
- Allozelotes dianshi Yin & Peng, 1998 (Xina)
- Allozelotes lushan Yin & Peng, 1998 (Xina)

### Amazoromus
Amazoromus Brescovit & Höfer, 1994
- Amazoromus becki Brescovit & Höfer, 1994 (Brasil)
- Amazoromus cristus (Platnick & Höfer, 1990) (Brasil)
- Amazoromus janauari Brescovit & Höfer, 1994 (Brasil)
- Amazoromus kedus Brescovit & Höfer, 1994 (Brasil)

### Amusia
Amusia Tullgren, 1910
- Amusia cataracta Tucker, 1923 (Sud-àfrica)
- Amusia murina Tullgren, 1910 (Àfrica Oriental)

### Anagraphis
Anagraphis Simon, 1893
- Anagraphis incerta Caporiacco, 1941 (Etiòpia)
- Anagraphis maculosa Denis, 1958 (Afganistan)
- Anagraphis minima Caporiacco, 1947 (Àfrica Oriental)
- Anagraphis pallens Simon, 1893 (Sud-àfrica?, Líbia, Malta, Síria, Israel, Creta)
- Anagraphis pallida (Hadjissarantos, 1940) (Grècia)
- Anagraphis pluridentata Simon, 1897 (Síria)
- Anagraphis pori Levy, 1999 (Israel)

### Aneplasa
Aneplasa Tucker, 1923
- Aneplasa balnearia Tucker, 1923 (Sud-àfrica)
- Aneplasa borlei Lessert, 1933 (Angola)
- Aneplasa facies Tucker, 1923 (Sud-àfrica)
- Aneplasa interrogationis Tucker, 1923 (Sud-àfrica)
- Aneplasa nigra Tucker, 1923 (Sud-àfrica)
- Aneplasa primaris Tucker, 1923 (Sud-àfrica)
- Aneplasa sculpturata Tucker, 1923 (Sud-àfrica)
- Aneplasa strandi Caporiacco, 1947 (Àfrica Oriental)

### Anzacia
Anzacia Dalmas, 1919
- Anzacia daviesae Ovtsharenko & Platnick, 1995 (Queensland)
- Anzacia debilis (Hogg, 1900) (Victòria)
- Anzacia dimota (Simon, 1908) (Victòria)
- Anzacia gemmea (Dalmas, 1917) (Nova Zelanda, Philip)
- Anzacia inornata (Rainbow, 1920) (Norfolk)
- Anzacia invenusta (L. Koch, 1872) (Nova Gal·les del Sud)
- Anzacia micacea (Simon, 1908) (Oest d'Austràlia)
- Anzacia mustecula (Simon, 1908) (Nova Guinea, Austràlia, Cato, Illa Lord Howe)
- Anzacia perelegans (Rainbow, 1894) (Nova Gal·les del Sud)
- Anzacia perexigua (Simon, 1880) (Nova Caledònia)
- Anzacia petila (Simon, 1908) (Oest d'Austràlia)
- Anzacia respersa (Simon, 1908) (Oest d'Austràlia)
- Anzacia sarrita (Simon, 1908) (Territori de la Capital Austràliana, Victòria, Tasmània)
- Anzacia signata (Rainbow, 1920) (Norfolk)
- Anzacia simoni Roewer, 1951 (Oest d'Austràlia, Victòria)

### Aphantaulax
Aphantaulax Simon, 1878
- Aphantaulax albini (Audouin, 1826) (Egipte, Etiòpia)
- Aphantaulax australis Simon, 1893 (Sud-àfrica)
- Aphantaulax cincta (L. Koch, 1866) (Europa, Àfrica del Nord, Israel)
- Aphantaulax ensifera Simon, 1907 (Sao Tomé)
- Aphantaulax fasciata Kulczyn'ski, 1911 (Java, Lombok)
- Aphantaulax flavida Caporiacco, 1940 (Etiòpia)
- Aphantaulax inornata Tucker, 1923 (Sud-àfrica)
- Aphantaulax scotophaea Simon, 1908 (Oest d'Austràlia)
- Aphantaulax signicollis Tucker, 1923 (Sud-àfrica)
- Aphantaulax stationis Tucker, 1923 (Sud-àfrica)
- Aphantaulax trifasciata (O. P.-Cambridge, 1872) (Paleàrtic)
  - Aphantaulax trifasciata trimaculata Simon, 1878 (França)
- Aphantaulax univittata Thorell, 1897 (Myanmar)
- Aphantaulax voiensis Berland, 1920 (Àfrica Oriental)
- Aphantaulax zonata Thorell, 1895 (Myanmar)

### Apodrassodes
Apodrassodes Vellard, 1924
- Apodrassodes araucanius (Chamberlin, 1916) (Perú, Bolívia, Argentina, Xile)
- Apodrassodes chula Brescovit & Lise, 1993 (Brasil)
- Apodrassodes guatemalensis (F. O. P.-Cambridge, 1899) (Mèxic, Central, Sud Amèrica)
- Apodrassodes mercedes Platnick & Shadab, 1983 (Xile)
- Apodrassodes mono Müller, 1987 (Brasil)
- Apodrassodes pucon Platnick & Shadab, 1983 (Xile)
- Apodrassodes quilpuensis (Simon, 1902) (Xile)
- Apodrassodes taim Brescovit & Lise, 1993 (Brasil)
- Apodrassodes trancas Platnick & Shadab, 1983 (Xile, Argentina)
- Apodrassodes yogeshi Gajbe, 1993 (Índia)

### Apodrassus
Apodrassus Chamberlin, 1916
- Apodrassus andinus Chamberlin, 1916 (Perú)

### Apopyllus
Apopyllus Platnick & Shadab, 1984
- Apopyllus huanuco Platnick & Shadab, 1984 (Perú)
- Apopyllus iheringi (Mello-Leitão, 1943) (Brasil)
- Apopyllus isabelae Brescovit & Lise, 1993 (Brasil)
- Apopyllus ivieorum Platnick & Shadab, 1984 (Mèxic)
- Apopyllus malleco Platnick & Shadab, 1984 (Xile)
- Apopyllus now Platnick & Shadab, 1984 (Curaçao, Colòmbia)
- Apopyllus pauper (Mello-Leitão, 1942) (Argentina)
- Apopyllus silvestrii (Simon, 1905) (Perú, Bolívia, Brasil, Argentina, Xile)
- Apopyllus suavis (Simon, 1893) (Veneçuela)

### Aracus
Aracus Thorell, 1887
- Aracus captator Thorell, 1887 (Myanmar)

### Asemesthes
Asemesthes Simon, 1887
- Asemesthes affinis Lessert, 1933 (Angola)
- Asemesthes albovittatus Purcell, 1908 (Sud-àfrica)
- Asemesthes ales Tucker, 1923 (Sud-àfrica)
- Asemesthes alternatus Lawrence, 1928 (Namíbia)
- Asemesthes ceresicola Tucker, 1923 (Sud-àfrica)
- Asemesthes decoratus Purcell, 1908 (Sud-àfrica)
- Asemesthes flavipes Purcell, 1908 (Sud-àfrica)
- Asemesthes fodina Tucker, 1923 (Sud-àfrica)
- Asemesthes hertigi Lessert, 1933 (Angola)
- Asemesthes kunenensis Lawrence, 1927 (Namíbia)
- Asemesthes lamberti Tucker, 1923 (Sud-àfrica)
- Asemesthes lineatus Purcell, 1908 (Sud-àfrica)
- Asemesthes modestus Dalmas, 1921 (Sud-àfrica)
- Asemesthes montanus Tucker, 1923 (Sud-àfrica)
- Asemesthes nigristernus Dalmas, 1921 (Sud-àfrica)
- Asemesthes numisma Tucker, 1923 (Sud-àfrica)
- Asemesthes oconnori Tucker, 1923 (Sud-àfrica)
- Asemesthes pallidus Purcell, 1908 (Sud-àfrica)
- Asemesthes paynteri Tucker, 1923 (Sud-àfrica)
- Asemesthes perdignus Dalmas, 1921 (Namíbia)
- Asemesthes purcelli Tucker, 1923 (Sud-àfrica)
- Asemesthes reflexus Tucker, 1923 (Sud-àfrica)
- Asemesthes septentrionalis Caporiacco, 1940 (Etiòpia)
- Asemesthes sinister Lawrence, 1927 (Namíbia)
- Asemesthes subnubilus Simon, 1887 (Sud-àfrica)
- Asemesthes windhukensis Tucker, 1923 (Namíbia)

### Àsiabadus
Àsiabadus Roewer, 1961
- Àsiabadus Àsiaticus (Charitonov, 1946) (Àsia central, Afganistan)

### Australoechemus
Australoechemus Schmidt & Piepho, 1994
- Australoechemus celer Schmidt & Piepho, 1994 (Illes Cap Verd)
- Australoechemus oecobiophilus Schmidt & Piepho, 1994 (Illes Cap Verd)

### Battalus
Battalus Karsch, 1878
- Battalus spinipes Karsch, 1878 (Austràlia)

### Benoitodes
Benoitodes Platnick, 1993
- Benoitodes caheni (Benoit, 1977) (Santa Helena)
- Benoitodes sanctaehelenae (Strand, 1909) (Santa Helena)

### Berinda
Berinda Roewer, 1928
- Berinda aegilia Chatzaki, 2002 (Grècia)
- Berinda amabilis Roewer, 1928 (Creta, Rússia, Àsia central)
- Berinda ensiger (O. P.-Cambridge, 1874) (Grècia, Creta, Turquia)

### Berlandina
Berlandina Dalmas, 1922
- Berlandina apscheronica Dunin, 1984 (Azerbaijan, Kazakhstan)
- Berlandina asbenica Denis, 1955 (Niger)
- Berlandina caspica Ponomarev, 1979 (Rússia, Àsia central)
- Berlandina charitonovi Ponomarev, 1979 (Rússia, Àsia central)
- Berlandina cinerea (Menge, 1872) (Europa fins a Kazakhstan)
- Berlandina corcyraea (O. P.-Cambridge, 1874) (Grècia, Corfú)
- Berlandina denisi Roewer, 1961 (Afganistan)
- Berlandina deserticola (Dalmas, 1921) (Algèria, Líbia)
- Berlandina drassodea (Caporiacco, 1934) (Karakorum)
- Berlandina hui Song, Zhu & Zhang, 2004 (Xina)
- Berlandina kolosvaryi Caporiacco, 1947 (Àfrica Oriental)
- Berlandina meruana (Dalmas, 1921) (Àfrica Oriental)
- Berlandina nigromaculata (Blackwall, 1865) (Illes Cap Verd)
- Berlandina nubivaga (Simon, 1878) (Europa)
- Berlandina obscurata Caporiacco, 1947 (Àfrica Oriental)
- Berlandina piephoi Schmidt, 1994 (Illes Cap Verd)
- Berlandina plumalis (O. P.-Cambridge, 1872) (Àfrica Occidental fins a l'Àsia central)
- Berlandina potanini (Schenkel, 1963) (Rússia, Xina)
- Berlandina propinqua Roewer, 1961 (Afganistan)
- Berlandina pulchra (Nosek, 1905) (Turquia)
- Berlandina punica (Dalmas, 1921) (Algèria, Tunísia, Líbia)
- Berlandina schenkeli Marusik & Logunov, 1995 (Rússia)
- Berlandina shumskyi Kovblyuk, 2003 (Rússia)
- Berlandina spasskyi Ponomarev, 1979 (Rússia, Kazakhstan, Xina)
- Berlandina ubsunurica Marusik & Logunov, 1995 (Rússia)
- Berlandina venatrix (O. P.-Cambridge, 1874) (Líbia, Egipte)

### Cabanadrassus
Cabanadrassus Mello-Leitão, 1941
- Cabanadrassus bifasciatus Mello-Leitão, 1941 (Argentina)

### Callilepis
Callilepis Oestring, 1874
- Callilepis chakanensis Tikader, 1982 (Índia)
- Callilepis chisos Platnick, 1975 (EUA)
- Callilepis concolor Simon, 1914 (Europa Meridional)
- Callilepis cretica (Roewer, 1928) (Grècia, Creta, Azerbaijan)
- Callilepis eremella Chamberlin, 1928 (Amèrica del Nord)
- Callilepis gertschi Platnick, 1975 (EUA, Mèxic)
- Callilepis gosoga Chamberlin & Gertsch, 1940 (EUA)
- Callilepis imbecilla (Keyserling, 1887) (EUA, Canadà)
- Callilepis ketani Gajbe, 1984 (Índia)
- Callilepis lambai Tikader & Gajbe, 1977 (Índia)
- Callilepis mumai Platnick, 1975 (EUA, Mèxic)
- Callilepis nocturna (Linnaeus, 1758) (Paleàrtic)
- Callilepis pawani Gajbe, 1984 (Índia)
- Callilepis pluto Banks, 1896 (EUA, Canadà)
- Callilepis rajani Gajbe, 1984 (Índia)
- Callilepis rajasthanica Tikader & Gajbe, 1977 (Índia)
- Callilepis rukminiae Tikader & Gajbe, 1977 (Índia)
- Callilepis schuszteri (Herman, 1879) (Paleàrtic)

### Camillina
Camillina Berland, 1919
- Camillina aestus Tucker, 1923 (Sud-àfrica)
- Camillina aldabrae (Strand, 1907) (Central, Àfrica Meridional, Aldabra, Seychelles, Borneo)
- Camillina antigua Platnick & Shadab, 1982 (Guatemala, Hondures)
- Camillina arequipa Platnick & Shadab, 1982 (Perú)
- Camillina arida (Purcell, 1907) (Est, Sud-àfrica)
- Camillina balboa Platnick & Shadab, 1982 (Panamà, Colòmbia)
- Camillina bimini Platnick & Shadab, 1982 (Bahames)
- Camillina biplagia Tucker, 1923 (Sud-àfrica)
- Camillina brasiliensis Müller, 1987 (Brasil)
- Camillina caldas Platnick & Shadab, 1982 (Brasil)
- Camillina calel Platnick & Shadab, 1982 (Argentina)
- Camillina campeche Platnick & Shadab, 1982 (Mèxic)
- Camillina capensis Platnick & Murphy, 1987 (Sud-àfrica)
- Camillina cauca Platnick & Shadab, 1982 (Colòmbia)
- Camillina cayman Platnick & Shadab, 1982 (Cayman)
- Camillina chiapa Platnick & Shadab, 1982 (Mèxic)
- Camillina Xilensis (Simon, 1902) (Brasil fins a Xile, Illa Juan Fernandez)
- Camillina chincha Platnick & Shadab, 1982 (Perú)
- Camillina claro Platnick & Shadab, 1982 (Brasil)
- Camillina colon Platnick & Shadab, 1982 (Panamà)
- Camillina cordifera (Tullgren, 1910) (Central, Àfrica Meridional, Seychelles)
- Camillina cordoba Platnick & Murphy, 1987 (Argentina)
- Camillina corrugata (Purcell, 1907) (Sud-àfrica)
- Camillina cruz Platnick & Shadab, 1982 (Illes Galápagos)
- Camillina cui Platnick & Murphy, 1987 (Paraguai)
- Camillina desecheonis (Petrunkevitch, 1930) (Puerto Rico)
- Camillina elegans (Bryant, 1940) (Caribbean, Angola, Illes del Pacífic)
- Camillina europaea Dalmas, 1922 (Itàlia)
- Camillina fiana Platnick & Murphy, 1987 (Madagascar, Illes Comoro)
- Camillina gaira Platnick & Shadab, 1982 (Colòmbia, Caribbean)
- Camillina galapagoensis (Banks, 1902) (Illes Galápagos)
- Camillina galianoae Platnick & Murphy, 1987 (Argentina)
- Camillina huanta Platnick & Shadab, 1982 (Perú)
- Camillina isabela Platnick & Murphy, 1987 (Illes Galápagos)
- Camillina isla Platnick & Shadab, 1982 (Illes Galápagos)
- Camillina jeris Platnick & Shadab, 1982 (Curaçao)
- Camillina kaibos Platnick & Murphy, 1987 (Costa d'Ivori fins a Kenya)
- Camillina kochalkai Platnick & Murphy, 1987 (Paraguai)
- Camillina longipes (Nicolet, 1849) (Xile)
- Camillina madrejon Platnick & Murphy, 1987 (Paraguai)
- Camillina mahnerti Platnick & Murphy, 1987 (Paraguai)
- Camillina major (Keyserling, 1891) (Brasil, Argentina)
- Camillina marmorata (Mello-Leitão, 1943) (Argentina, Bolívia)
- Camillina maun Platnick & Murphy, 1987 (Àfrica Meridional)
- Camillina mauryi Platnick & Murphy, 1987 (Argentina)
- Camillina merida Platnick & Shadab, 1982 (Veneçuela)
- Camillina metellus (Roewer, 1928) (Creta)
- Camillina minuta (Mello-Leitão, 1941) (Argentina)
- Camillina mogollon Platnick & Shadab, 1982 (Perú)
- Camillina mona Platnick & Shadab, 1982 (Jamaica)
- Camillina namibensis Platnick & Murphy, 1987 (Namíbia)
- Camillina nevada Platnick & Shadab, 1982 (Colòmbia)
- Camillina nevis Platnick & Shadab, 1982 (Caribbean)
- Camillina nova Platnick & Shadab, 1982 (Brasil, Paraguai, Argentina)
- Camillina oruro Platnick & Shadab, 1982 (Bolívia, Perú, Argentina)
- Camillina pavesii (Simon, 1897) (Àfrica)
- Camillina pecki Baert, 1994 (Illes Galápagos)
- Camillina pedestris (O. P.-Cambridge, 1898) (Mèxic)
- Camillina penai Platnick & Murphy, 1987 (Xile, Perú)
- Camillina pernambuco Müller, 1987 (Brasil)
- Camillina pilar Platnick & Murphy, 1987 (Paraguai, Argentina)
- Camillina piura Platnick & Shadab, 1982 (Perú)
- Camillina procurva (Purcell, 1908) (Sud-àfrica)
- Camillina puebla Platnick & Shadab, 1982 (Mèxic, Hondures)
- Camillina pulchra (Keyserling, 1891) (Brasil, Argentina, EUA)
- Camillina punta Platnick & Shadab, 1982 (Perú)
- Camillina recife Müller, 1987 (Brasil)
- Camillina relucens (Simon, 1893) (Veneçuela)
- Camillina rogeri Alayón, 1993 (Cuba)
- Camillina samariensis Müller, 1988 (Colòmbia)
- Camillina sandrae Baert, 1994 (Illes Galápagos)
- Camillina setosa Tucker, 1923 (Sud-àfrica)
- Camillina smythiesi (Simon, 1897) (Índia)
- Camillina tarapaca Platnick & Shadab, 1982 (Xile)
- Camillina taruma Platnick & Höfer, 1990 (Brasil)
- Camillina tsima Platnick & Murphy, 1987 (Madagascar)
- Camillina ventana Ferreira, Zambonato & Lise, 2004 (Argentina)

### Ceryerda
Ceryerda Simon, 1909
- Ceryerda cursitans Simon, 1909 (Oest d'Austràlia)

### Cesonia
Cesonia Simon, 1893
- Cesonia aspida Chatzaki, 2002 (Creta)
- Cesonia bilineata (Hentz, 1847) (Amèrica del Nord)
- Cesonia bixleri Platnick & Shadab, 1980 (EUA)
- Cesonia boca Platnick & Shadab, 1980 (Panamà)
- Cesonia bryantae Platnick & Shadab, 1980 (Jamaica)
- Cesonia cana Platnick & Shadab, 1980 (Jamaica)
- Cesonia cerralvo Platnick & Shadab, 1980 (Mèxic)
- Cesonia chickeringi Platnick & Shadab, 1980 (Jamaica)
- Cesonia cincta (Banks, 1909) (Cuba)
- Cesonia classica Chamberlin, 1924 (EUA, Mèxic)
- Cesonia coala Platnick & Shadab, 1980 (Mèxic)
- Cesonia cuernavaca Platnick & Shadab, 1980 (Mèxic)
- Cesonia desecheo Platnick & Shadab, 1980 (Puerto Rico, Illes Verges)
- Cesonia ditta Platnick & Shadab, 1980 (Dominica)
- Cesonia elegans (Simon, 1891) (Saint Vincent, Dominica)
- Cesonia gertschi Platnick & Shadab, 1980 (EUA, Mèxic)
- Cesonia grisea (Banks, 1914) (Cuba)
- Cesonia irvingi (Mello-Leitão, 1944) (EUA, Bahames, Cuba)
- Cesonia iviei Platnick & Shadab, 1980 (Mèxic)
- Cesonia josephus (Chamberlin & Gertsch, 1940) (EUA)
- Cesonia lacertosa Chickering, 1949 (Panamà)
- Cesonia leechi Platnick & Shadab, 1980 (Mèxic)
- Cesonia lugubris (O. P.-Cambridge, 1896) (Mèxic, Hondures)
- Cesonia maculata Platnick & Shadab, 1980 (St. Kitts, Nevis)
- Cesonia nadleri Platnick & Shadab, 1980 (Hispaniola)
- Cesonia notata Chickering, 1949 (Mèxic, Panamà)
- Cesonia pudica Chickering, 1949 (Panamà)
- Cesonia rothi Platnick & Shadab, 1980 (EUA)
- Cesonia sincera Gertsch & Mulaik, 1936 (EUA, Mèxic)
- Cesonia trivittata Banks, 1898 (EUA, Mèxic)
- Cesonia ubicki Platnick & Shadab, 1980 (EUA, Mèxic)

### Cladothela
Cladothela Kishida, 1928
- Cladothela auster Kamura, 1997 (Japó)
- Cladothela bistorta Zhang, Song & Zhu, 2002 (Xina)
- Cladothela boninensis Kishida, 1928 (Japó)
- Cladothela joannisi (Schenkel, 1963) (Xina)
- Cladothela ningmingensis Zhang, Yin & Bao, 2004 (Xina)
- Cladothela oculinotata (Bösenberg & Strand, 1906) (Xina, Corea, Japó)
- Cladothela parva Kamura, 1991 (Xina, Japó)
- Cladothela tortiembola Paik, 1992 (Corea)
- Cladothela unciinsignita (Bösenberg & Strand, 1906) (Japó)

### Coillina
Coillina Yin & Peng, 1998
- Coillina baka Yin & Peng, 1998 (Xina)

### Coreodrassus
Coreodrassus Paik, 1984
- Coreodrassus lancearius Simon, 1893 (Kazakhstan, Xina, Corea, Japó)

### Cryptodrassus
Cryptodrassus Miller, 1943
- Cryptodrassus creticus Chatzaki, 2002 (Creta)
- Cryptodrassus hungaricus (Balogh, 1935) (Europa)

### Cubanopyllus
Cubanopyllus Alayón & Platnick, 1993
- Cubanopyllus inconspicuus (Bryant, 1940) (Cuba)

### Diaphractus
Diaphractus Purcell, 1907
- Diaphractus assimilis Tullgren, 1910 (Àfrica Oriental)
- Diaphractus leipoldti Purcell, 1907 (Sud-àfrica)
- Diaphractus muticus Lawrence, 1927 (Namíbia)

### Drassodes
Drassodes Oestring, 1851
- Drassodes acrotirius Roewer, 1928 (Creta)
- Drassodes adisensis Strand, 1906 (Etiòpia)
- Drassodes affinis (Nicolet, 1849) (Xile)
- Drassodes afghanus Roewer, 1961 (Afganistan)
- Drassodes albicans (Simon, 1878) (Mediterrani)
- Drassodes alexandrinus (O. P.-Cambridge, 1874) (Grècia, Creta, Líbia, Egipte, Israel)
- Drassodes andamanensis Tikader, 1977 (Illes Andaman)
- Drassodes andorranus Denis, 1938 (Andorra)
- Drassodes angulus Platnick & Shadab, 1976 (EUA)
- Drassodes arapensis Strand, 1908 (Perú)
- Drassodes assimilatus (Blackwall, 1865) (Illes Canàries, Illes Cap Verd)
- Drassodes astrologus (O. P.-Cambridge, 1874) (Índia)
- Drassodes auriculoides Barrows, 1919 (EUA)
- Drassodes auritus Schenkel, 1963 (Rússia, Kazakhstan, Xina)
- Drassodes bechuanicus Tucker, 1923 (Sud-àfrica)
- Drassodes bendamiranus Roewer, 1961 (Afganistan)
- Drassodes bicurvatus Roewer, 1961 (Afganistan)
- Drassodes brachythelis (Thorell, 1890) (Sumatra)
- Drassodes braendegaardi Caporiacco, 1949 (Kenya)
- Drassodes caffrerianus Purcell, 1907 (Sud-àfrica)
- Drassodes calceatus Purcell, 1907 (Sud-àfrica)
- Drassodes cambridgei Roewer, 1951 (Índia)
- Drassodes canaglensis Caporiacco, 1927 (Eslovènia)
- Drassodes carinatus Strand, 1906 (Etiòpia)
- Drassodes carinivulvus Caporiacco, 1934 (Índia)
- Drassodes cerinus Simon, 1897 (Índia)
- Drassodes cervinus Simon, 1914 (França)
- Drassodes charcoviae (Thorell, 1875) (Ucraïna)
- Drassodes charitonovi Tuneva, 2005 (Kazakhstan)
- Drassodes corticalis (Lucas, 1846) (Algèria)
- Drassodes crassipes (Lucas, 1846) (Algèria)
- Drassodes cupa Tuneva, 2005 (Kazakhstan)
- Drassodes cupreus (Blackwall, 1834) (Paleàrtic)
- Drassodes daliensis Yang & Song, 2003 (Xina)
- Drassodes delicatus (Blackwall, 1867) (Índia)
- Drassodes deoprayagensis Tikader & Gajbe, 1975 (Índia)
- Drassodes depilosus Dönitz & Strand, 1906 (Japó)
- Drassodes deserticola Simon, 1893 (Algèria, Líbia)
- Drassodes difficilis (Simon, 1878) (França)
- Drassodes digitusiformis (Hu, 2001) (Xina)
- Drassodes dispulsoides Schenkel, 1963 (Xina)
- Drassodes distinctus (Lucas, 1846) (Algèria)
- Drassodes dregei Purcell, 1907 (Sud-àfrica)
- Drassodes drydeni Petrunkevitch, 1914 (Myanmar)
- Drassodes ellenae (Barrion & Litsinger, 1995) (Filipines)
- Drassodes ereptor Purcell, 1907 (Sud-àfrica)
- Drassodes falciger Jézéquel, 1965 (Costa d'Ivori)
- Drassodes fedtschenkoi (Kroneberg, 1875) (Uzbekistan)
- Drassodes fritillifer Simon, 1914 (França)
- Drassodes fugax (Simon, 1878) (Paleàrtic)
- Drassodes gangeticus Tikader & Gajbe, 1975 (Índia)
- Drassodes gilvus Tullgren, 1910 (Àfrica Oriental)
- Drassodes gooldi Purcell, 1907 (Sud-àfrica)
- Drassodes gosiutus Chamberlin, 1919 (EUA, Canadà)
- Drassodes gujaratensis Patel & Patel, 1975 (Índia)
- Drassodes hamiger (Thorell, 1877) (Sulawesi)
- Drassodes hebei Song, Zhu & Zhang, 2004 (Xina)
- Drassodes heeri (Pavesi, 1873) (Europa)
- Drassodes helenae Purcell, 1907 (Sud-àfrica)
- Drassodes heterophthalmus Simon, 1905 (Índia)
- Drassodes himalayensis Tikader & Gajbe, 1975 (Índia)
- Drassodes hispanus (L. Koch, 1866) (Europa)
  - Drassodes hispanus lesserti Schenkel, 1936 (Alemanya, Suïssa)
- Drassodes hypocrita (Simon, 1878) (Europa, Rússia)
- Drassodes ignobilis Petrunkevitch, 1914 (Myanmar)
- Drassodes imbecillus (L. Koch, 1875) (Etiòpia)
- Drassodes infletus (O. P.-Cambridge, 1885) (Yarkand, Rússia, Mongòlia)
- Drassodes insidiator Thorell, 1897 (Myanmar)
- Drassodes insignis (Blackwall, 1862) (Brasil)
- Drassodes interemptor (O. P.-Cambridge, 1885) (Yarkand)
- Drassodes interlisus (O. P.-Cambridge, 1885) (Yarkand)
- Drassodes interpolator (O. P.-Cambridge, 1885) (Tajikistan, Yarkand)
- Drassodes involutus (O. P.-Cambridge, 1885) (Yarkand)
- Drassodes jakkabagensis Charitonov, 1946 (Àsia central)
- Drassodes jiufeng Tang, Song & Zhang, 2001 (Xina)
- Drassodes kaszabi Loksa, 1965 (Rússia, Mongòlia)
- Drassodes katunensis Marusik, Hippa & Koponen, 1996 (Rússia)
- Drassodes kibonotensis Tullgren, 1910 (Àfrica Oriental)
- Drassodes kwantungensis Saito, 1937 (Xina)
- Drassodes lacertosus (O. P.-Cambridge, 1872) (Israel, Síria, Rússia)
- Drassodes lapidosus (Walckenaer, 1802) (Paleàrtic)
  - Drassodes lapidosus bidens (Simon, 1878) (França)
- Drassodes lapsus (O. P.-Cambridge, 1885) (Yarkand)
- Drassodes licenti Schenkel, 1953 (Mongòlia)
- Drassodes lindbergi Roewer, 1961 (Afganistan)
- Drassodes lividus Denis, 1958 (Afganistan)
- Drassodes longispinus Marusik & Logunov, 1995 (Rússia, Xina)
- Drassodes lophognathus Purcell, 1907 (Sud-àfrica)
- Drassodes luridus (O. P.-Cambridge, 1874) (Índia)
- Drassodes luteomicans (Simon, 1878) (Europa Meridional)
- Drassodes lutescens (C. L. Koch, 1839) (Mediterrani fins a Pakistan)
- Drassodes lyratus Purcell, 1907 (Sud-àfrica)
- Drassodes lyriger Simon, 1909 (Etiòpia)
- Drassodes macilentus (O. P.-Cambridge, 1874) (Índia)
- Drassodes malagassicus (Butler, 1879) (Madagascar)
- Drassodes mandibularis (L. Koch, 1866) (Rússia)
- Drassodes manducator (Thorell, 1897) (Myanmar)
- Drassodes masculus Tucker, 1923 (Sud-àfrica)
- Drassodes mauritanicus Denis, 1945 (Àfrica del Nord)
- Drassodes meghalayaensis Tikader & Gajbe, 1977 (Índia)
- Drassodes mirandus (Nicolet, 1849) (Xile)
- Drassodes mirus Platnick & Shadab, 1976 (Holàrtic)
- Drassodes montenegrinus (Kulczyn'ski, 1897) (Croàcia, Serbia)
- Drassodes monticola (Kroneberg, 1875) (Àsia central)
- Drassodes myogaster (Bertkau, 1880) (Alemanya)
- Drassodes nagqu Song, Zhu & Zhang, 2004 (Xina)
- Drassodes narayanpurensis Gajbe, 2005 (Índia)
- Drassodes natali Esyunin & Tuneva, 2002 (Rússia)
- Drassodes neglectus (Keyserling, 1887) (Holàrtic)
- Drassodes nigroscriptus Simon, 1909 (Marroc)
  - Drassodes nigroscriptus deminutus Simon, 1909 (Marroc)
- Drassodes nox Dönitz & Strand, 1906 (Japó)
- Drassodes nugatorius (Karsch, 1881) (Líbia, Arabia)
- Drassodes obscurus (Lucas, 1846) (Algèria)
- Drassodes oreinos Chatzaki, 2002 (Creta)
- Drassodes orientalis (L. Koch, 1866) (Rússia, Ucraïna)
- Drassodes parauritus Song, Zhu & Zhang, 2004 (Xina)
- Drassodes paroculus Simon, 1893 (Espanya)
- Drassodes parvicorpus Roewer, 1951 (Mallorca)
- Drassodes parvidens Caporiacco, 1934 (Índia, Pakistan)
- Drassodes pashanensis Tikader & Gajbe, 1977 (Índia)
- Drassodes pectinifer Schenkel, 1936 (Xina)
- Drassodes phagduaensis Tikader, 1964 (Nepal)
- Drassodes placidulus Simon, 1914 (França)
- Drassodes platnicki Song, Zhu & Zhang, 2004 (Rússia, Mongòlia, Xina)
- Drassodes prosthesimiformis Strand, 1906 (Etiòpia)
- Drassodes pseudolesserti Loksa, 1965 (Kazakhstan, Mongòlia)
- Drassodes pubescens (Thorell, 1856) (Paleàrtic)
- Drassodes rhodanicus Simon, 1914 (França)
- Drassodes riedeli Schmidt, 1968 (Illes Canàries)
- Drassodes robatus Roewer, 1961 (Afganistan)
- Drassodes rostratus Esyunin & Tuneva, 2002 (Rússia)
- Drassodes rubicundulus Caporiacco, 1934 (Índia, Pakistan)
- Drassodes rubidus (Simon, 1878) (Espanya fins a Itàlia)
- Drassodes rufipes (Lucas, 1846) (Algèria)
- Drassodes rugichelis Denis, 1962 (Madeira)
- Drassodes russulus (Thorell, 1890) (Java)
- Drassodes saccatus (Emerton, 1890) (Amèrica del Nord)
- Drassodes saganus Strand, 1918 (Japó)
- Drassodes sagarensis Tikader, 1982 (Índia)
- Drassodes saitoi Schenkel, 1963 (Xina)
- Drassodes serratichelis (Roewer, 1928) (Creta, Israel, EUA)
- Drassodes serratidens Schenkel, 1963 (Rússia, Xina, Corea, Japó)
- Drassodes sesquidentatus Purcell, 1908 (Sud-àfrica)
- Drassodes shawanensis Song, Zhu & Zhang, 2004 (Xina)
- Drassodes similis Nosek, 1905 (Turquia)
- Drassodes simplex Kulczyn'ski, 1926 (Rússia)
- Drassodes simplicivulvus Caporiacco, 1940 (Etiòpia)
- Drassodes singulariformis Roewer, 1951 (Índia)
- Drassodes sirmourensis (Tikader & Gajbe, 1977) (Índia, Xina)
- Drassodes sitae Tikader & Gajbe, 1975 (Índia)
- Drassodes sockniensis (Karsch, 1881) (Líbia)
- Drassodes solitarius Purcell, 1907 (Sud-àfrica)
- Drassodes soussensis Denis, 1956 (Marroc)
- Drassodes spinicrus Caporiacco, 1928 (Líbia)
- Drassodes splendens Tucker, 1923 (Sud-àfrica)
- Drassodes stationis Tucker, 1923 (Sud-àfrica)
- Drassodes sternatus Strand, 1906 (Etiòpia)
- Drassodes striatus (L. Koch, 1866) (Balcans)
- Drassodes subviduatus Strand, 1906 (Etiòpia)
- Drassodes taehadongensis Paik, 1995 (Corea)
- Drassodes tarrhunensis (Karsch, 1881) (Líbia)
- Drassodes termezius Roewer, 1961 (Afganistan)
- Drassodes tesselatus Purcell, 1907 (Sud-àfrica)
- Drassodes thimei (L. Koch, 1878) (Turkmenistan)
- Drassodes tikaderi (Gajbe, 1987) (Índia)
- Drassodes tiritschensis Miller & Buchar, 1972 (Afganistan)
- Drassodes tortuosus Tucker, 1923 (Sud-àfrica)
- Drassodes unicolor (O. P.-Cambridge, 1872) (Creta, Líbia, Egipte, Lebanon, Israel)
- Drassodes uritai Tang i cols., 1999 (Xina)
- Drassodes venustus (Nicolet, 1849) (Xile)
- Drassodes villosus (Thorell, 1856) (Paleàrtic)
- Drassodes viveki (Gajbe, 1992) (Índia)
- Drassodes voigti (Bösenberg, 1899) (Alemanya, Balcans)
- Drassodes vorax Strand, 1906 (Etiòpia)

### Drassyllus
Drassyllus Chamberlin, 1922
- Drassyllus adocetus Chamberlin, 1936 (EUA)
- Drassyllus alachua Platnick & Shadab, 1982 (EUA)
- Drassyllus antonito Platnick & Shadab, 1982 (EUA, Mèxic)
- Drassyllus aprilinus (Banks, 1904) (EUA, Mèxic)
- Drassyllus arizonensis (Banks, 1901) (EUA, Mèxic)
- Drassyllus baccus Platnick & Shadab, 1982 (Mèxic)
- Drassyllus barbus Platnick, 1984 (EUA)
- Drassyllus biglobosus Paik, 1986 (Corea)
- Drassyllus callus Platnick & Shadab, 1982 (Mèxic)
- Drassyllus carbonarius (O. P.-Cambridge, 1872) (Israel)
- Drassyllus cerrus Platnick & Shadab, 1982 (EUA)
- Drassyllus chibus Platnick & Shadab, 1982 (Mèxic)
- Drassyllus coajus Platnick & Shadab, 1982 (Mèxic)
- Drassyllus conformans Chamberlin, 1936 (EUA, Mèxic)
- Drassyllus coreanus Paik, 1986 (Xina, Corea)
- Drassyllus covensis Exline, 1962 (EUA)
- Drassyllus creolus Chamberlin & Gertsch, 1940 (EUA, Canadà)
- Drassyllus crimeaensis Kovblyuk, 2003 (Ucraïna)
- Drassyllus depressus (Emerton, 1890) (EUA, Canadà)
- Drassyllus dixinus Chamberlin, 1922 (EUA)
- Drassyllus dromeus Chamberlin, 1922 (EUA, Canadà)
- Drassyllus durango Platnick & Shadab, 1982 (Mèxic)
- Drassyllus ellipes Chamberlin & Gertsch, 1940 (EUA)
- Drassyllus eremitus Chamberlin, 1922 (EUA, Canadà)
- Drassyllus eremophilus Chamberlin & Gertsch, 1940 (EUA, Canadà)
- Drassyllus eurus Platnick & Shadab, 1982 (EUA)
- Drassyllus excavatus (Schenkel, 1963) (Xina)
- Drassyllus fallens Chamberlin, 1922 (EUA, Canadà)
- Drassyllus fractus Chamberlin, 1936 (EUA)
- Drassyllus frigidus (Banks, 1892) (EUA)
- Drassyllus gammus Platnick & Shadab, 1982 (Mèxic)
- Drassyllus gynosaphes Chamberlin, 1936 (EUA)
- Drassyllus huachuca Platnick & Shadab, 1982 (EUA)
- Drassyllus inanus Chamberlin & Gertsch, 1940 (EUA)
- Drassyllus insularis (Banks, 1900) (Amèrica del Nord)
- Drassyllus jabalpurensis Gajbe, 2005 (Índia)
- Drassyllus jubatopalpis Levy, 1998 (Israel)
- Drassyllus khajuriai Tikader & Gajbe, 1976 (Índia)
- Drassyllus lamprus (Chamberlin, 1920) (Amèrica del Nord)
- Drassyllus lepidus (Banks, 1899) (EUA, Mèxic)
- Drassyllus louisianus Chamberlin, 1922 (EUA)
- Drassyllus lutetianus (L. Koch, 1866) (Europa fins a Kazakhstan)
- Drassyllus mahabalei Tikader, 1982 (Índia)
- Drassyllus mazus Platnick & Shadab, 1982 (Mèxic)
- Drassyllus mexicanus (Banks, 1898) (EUA, Mèxic)
- Drassyllus mirus Platnick & Shadab, 1982 (Mèxic)
- Drassyllus mormon Chamberlin, 1936 (EUA, Mèxic)
- Drassyllus mumai Gertsch & Riechert, 1976 (EUA, Mèxic)
- Drassyllus nannellus Chamberlin & Gertsch, 1940 (EUA, Canadà)
- Drassyllus niger (Banks, 1896) (EUA, Canadà)
- Drassyllus notonus Chamberlin, 1928 (EUA, Mèxic)
- Drassyllus novus (Banks, 1895) (EUA, Canadà)
- Drassyllus ojus Platnick & Shadab, 1982 (EUA, Mèxic)
- Drassyllus orgilus Chamberlin, 1922 (EUA, Mèxic)
- Drassyllus orlando Platnick & Corey, 1989 (EUA)
- Drassyllus pantherius Hu & Wu, 1989 (Xina)
- Drassyllus platnicki Gajbe, 1987 (Índia)
- Drassyllus praeficus (L. Koch, 1866) (Europa fins a l'Àsia central)
- Drassyllus proclesis Chamberlin, 1922 (EUA)
- Drassyllus prosaphes Chamberlin, 1936 (EUA, Mèxic)
- Drassyllus puebla Platnick & Shadab, 1982 (Mèxic)
- Drassyllus pumiloides Chatzaki, 2003 (Creta)
- Drassyllus pumilus (C. L. Koch, 1839) (Europa fins a l'Àsia central)
- Drassyllus pusillus (C. L. Koch, 1833) (Paleàrtic)
- Drassyllus ratnagiriensis Tikader & Gajbe, 1976 (Índia)
- Drassyllus rufulus (Banks, 1892) (EUA, Canadà)
- Drassyllus salton Platnick & Shadab, 1982 (EUA)
- Drassyllus sanmenensis Platnick & Song, 1986 (Xina, Corea, Japó)
- Drassyllus saphes Chamberlin, 1936 (Amèrica del Nord)
- Drassyllus sasakawai Kamura, 1987 (Corea, Japó)
- Drassyllus seminolus Chamberlin & Gertsch, 1940 (EUA)
- Drassyllus shaanxiensis Platnick & Song, 1986 (Rússia, Xina, Japó)
- Drassyllus sinton Platnick & Shadab, 1982 (EUA, Mèxic)
- Drassyllus socius Chamberlin, 1922 (EUA, Canadà)
- Drassyllus sonus Platnick & Shadab, 1982 (Mèxic)
- Drassyllus sur Tuneva & Esyunin, 2003 (Rússia)
- Drassyllus talus Platnick & Shadab, 1982 (Mèxic)
- Drassyllus tepus Platnick & Shadab, 1982 (Mèxic)
- Drassyllus texamans Chamberlin, 1936 (EUA, Mèxic)
- Drassyllus tinus Platnick & Shadab, 1982 (Mèxic)
- Drassyllus truncatus Paik, 1992 (Corea)
- Drassyllus villicus (Thorell, 1875) (Europa)
- Drassyllus villus Platnick & Shadab, 1982 (Mèxic)
- Drassyllus vinealis (Kulczyn'ski, 1897) (Paleàrtic)
- Drassyllus yaginumai Kamura, 1987 (Japó)
- Drassyllus yunnanensis Platnick & Song, 1986 (Xina, Myanmar)
- Drassyllus zimus Platnick & Shadab, 1982 (Mèxic)